# Римська школа (музика)

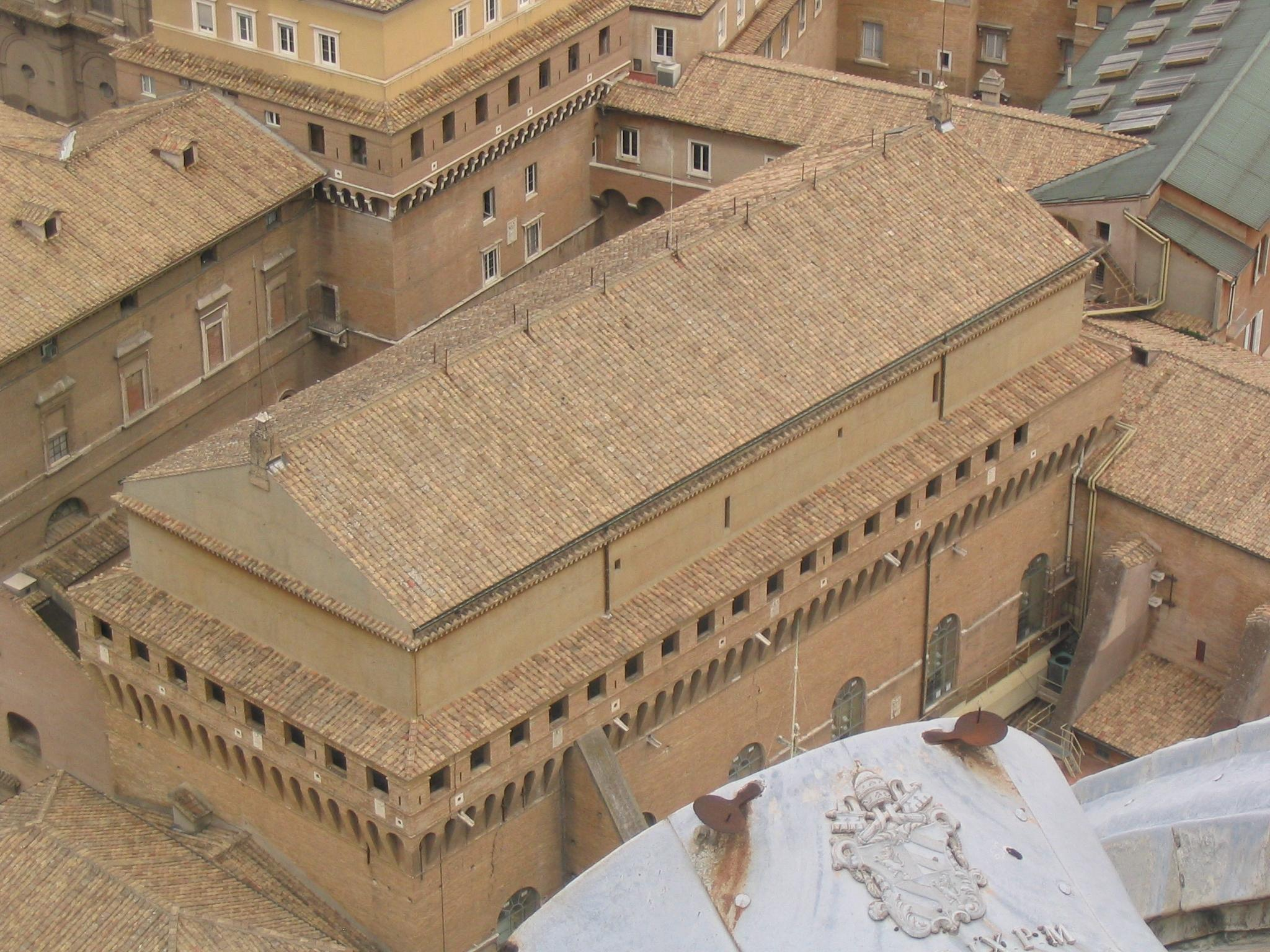
Римська школа

Римська школа (італ. scuola romana) — термін, що в історії музики використовується для опису композиторів, які працювали у Римі у XVI та XVII століттях, переходячи від пізнього Відродження до раннього Бароко, а також позначає їх музику. Більшість цих композиторів були пов'язані зі Святим Престолом та з Папською Музичною Капелою, хоча б й працювали з різними римськими церквами, і здебільшого писали сакральну музику. Їх стиль відрізняється від стилю венеційської школи, музика якої була більш новаторською. Найвідоміший композитор римської школи — Джованні П'єрлуїджі да Палестріна, з ім'ям якого, вже понад чотири століття, асоціюється поліфонічна довершеність.

## Історія та характеристики
Хоча композитори працювали у Римі близько тисячоліття, з часів Григорія Великого, власний римський стиль виробився близько середини XVI століття, а контрреформаційна кодифікація посприяла тому, що певна група музикантів отримала назву римської школи.
Музика римської школи, що увібрала в себе досягнення Франко-фламандської школи розглядається як кульмінація розвитку поліфонії. Численні франко-фламандські композитори приїздили до Рима, щоб працювати та жити у вічному місті; Жоскен Депре, Якоб Обрехт, Якоб Аркадельт та багато інших на тривалий термін залишалися у Римі, і їх музичний стиль став вирішальним для появи римської школи. За таких обставин, а також з керівництвом Ватикана та з хором Сикстинської капели (одного з найважливіших у той час) було неминуче, щоб центр сакральної поліфонії повернувся до Рима.
Тридентський собор, що відбувався між 1545 та 1563 роками, мав у собі знаковий імпульс для музики римської школи: можна сказати, що реформа у католицькій церкві, що була частиною контрреформи, визначила музичні канони римської школи. Тридентський собор рекомендував, щоб сакральна музика, особливо та, що виконується під час літургії, була написана у стилі строгому та гідному місця, в якому виконується. Собор ухвалив використовувати поліфонію у випадку, коли співаний текст залишається зрозумілим віруючим. І хоча й не існувала заборона використання світських мелодій в сакральних композиціях, однак цій практиці протидіяла ієрархія.
Поєднання реформи Тридентського собору з присутністю численних талановитих композиторів франко-фламандської школи дало простір для продукування поліфонічної музики, що досягла довершеності в межах Музики Відродження.
Головним питанням контрапункту XVI століття або ренесансової поліфонії, дискутованим у тогочасних музичних школах, був стиль кодування римської школи, що його матиме за спосіб запису Йоганн Йозеф Фукс у XVIII столітті.
Важливо зазначити, що стиль Палестріни не був єдиним стилем, використовуваним у цей період, але він був найбільш вагомим. Поліфонічний стиль Палестріни репрезентує кульмінацію розвитку франко-фламандської доби, але він був однією течією з багатьох, що існували в той час, і контрастував з музикою венеційської школи, а також з музикою, що в той період створювалась у Франції та Англії.
Деяких композиторів, що жили та працювали в цей час у Римі, не прийнято відносити до римської школи, однак і їх вплив помітний на тих, що належали школі. Найбільш відомий з них — Лука Маренціо, мадригали якого були загальновідомими у всій Італії та у Європі. Численні композитори школи послуговувалися виражальними техніками Маренціо, щоб принагідно використати їх у музикуванні літургії. Не зважаючи на це, римська школа вважається консервативним музичним рухом, однак існують і винятки. Рим — це місце, де, у працях Джованні Франческо Анеріо та Еміліо де Кавальєрі, народилась ораторія; твір де Кавальєрі «Rappresentatione di Anima et di Corpo» (Представлення Душі та Тіла) — це взагалі перша праця, де застосовується генерал-бас. Приблизно у цей період подібний стиль монодії розвинувся у Флоренції, і між композиторами цих музичних центрів існувало дійсне суперництво. Успіх Rappresentazione призвів до того, що монодійний стиль став звичним для багатьох композицій римських музикантів у перші десятиліття XVII століття.
До останніх композиторів римської школи належить Ґреґоріо Аллеґрі, автор знаменитого «Miserere» (бл.1630). Цей твір був написаний для Папської капели і виконувався лише там, він вважався настільки прекрасним, що його було заборонено до розповсюдження. Історичний анекдот розповідає, що чотирнадцятирічний Моцарт записав його партитуру напам'ять, прослухавши тільки два рази.
Багато композиторів римської школи продовжували писати у поліфонічному стилі XVI століття, відомому пізніше як старовинний стиль (італ. stile antico) або рання (перша) практика (італ. prima pratica), на відміну від нового стилю або монодії та кончертато, які визначають початок музики бароко.

## Композитори
Представники романської школи, включаючи працювавших у Римі лише протягом певного часу:
- Джованні П'єрлуїджі да Палестріна (бл. 1525—1594)
- Джованні Анімучча (бл. 1520—1571)
- Bartolomeo Roy (бл. 1530—1599)
- Марк'Антоніо Індженьєрі (бл. 1535—1592)
- Аннібале Дзоіло (бл. 1537—1592)
- Аннібале Стабіле (бл. 1535—1595)
- Джованні Драґоні (бл. 1540—1598)
- Джованні Марія Наніно (1543—1607)
- Франческо Соріано (бл. 1548—1621)
- Giovanni de Macque (бл. 1550—1614)
- Паоло Беллазіо (1554—1594)
- Рінальдо дел Мел (бл. 1554—1598)
- Паоло Квальяті (бл. 1555—1628)
- Еміліо де Кавальєрі (c1560-1602)
- Джованні Бернардіно Наніно (1560—1623)
- Руджеро Джованнеллі (бл. 1560—1625)
- Феліче Анеріо (бл. 1564—1614)
- Джованні Франческо Анеріо (бл. 1567—1630) (Fratello minore di Felice)
- Ґреґоріо Аллеґрі (1582—1652) (Автор знаменитого Miserere)
- Паоло Аґостіні (1583—1629)
- Антоніо Чіфра (1584—1629)
- Доменіко Аллеґрі (бл. 1585—1629)
- Стефано Ланді (1586 або 1587—1639)
- Вірджіліо Маццоккі (1597—1646)
- Франческо Фоджа (1604—1688)
- Йоганнес Мателарт (до 1538—1607)